# 1618
Năm 1618 (số La Mã: MDCXVIII) là một năm thường bắt đầu vào thứ hai trong lịch Gregory (hoặc một năm thường bắt đầu vào thứ năm của lịch Julius chậm hơn 10 ngày).